# Benavent de Segrià
Benavent de Segrià là một đô thị trong tỉnh Lleida, cộng đồng tự trị Catalunya Tây Ban Nha.